# Paty Wolff
Patrícia “Paty” Wolff (Cacoal, 1989) é uma pintora, ilustradora, ceramista, atriz e geógrafa brasileira.

## Biografia e carreira
Wolff é graduada em Geografia pela Universidade Federal de Mato Grosso (UFMT), onde também fez mestrado na mesma área.
Em 2022, foi indicada ao Prêmio Jabuti na categoria Conto pelo livro Como pássaros no céu de Aruanda (Editora Entrelinhas). A obra foi publicada com o assistência do edital mato-grossense Estevão de Mendonça de Fomento à Literatura.
Como artista visual, participou de diversos eventos e exposições coletivas, como Encruzilhadas da arte afro-brasileira, em São Paulo, Salon International D'Art Contemporain, em Paris, Tributo: Na Mão Junto ao Peito, em Cuiabá, Bienal Internacional de Guarulhos do Pequeno Formato, em Guarulhos, 1.º Circuito Latino-Americano de Arte Contemporânea, 24.º Salão Jovem Arte de Mato Grosso e a exposição À Flor da Pele – Arte Negra no Museu, realizada no Museu de Arte e Cultura Popular em Cuiabá.

## Obras literárias
- Como pássaros no céu de Aruanda (2021, Entrelinhas Editora)
- Thehcitura (2021, Entrelinhas Editora)